# Свети Николай (Суровичево)
„Свети Николай“ (на гръцки: Aγίου Νικολάου) е възрожденска православна църква в леринското градче Суровичево (Аминдео), Егейска Македония, Гърция. Храмът е част от Леринската, Преспанска и Еордейска епархия. Църквата е разположена в старите гробища на Суровичево. В архитектурно отношение е трикорабна базилика с осмоъгълен купол и извисяваща се триетажна камбанария, която според оцелялата мраморна плоча е открита на 6 юни 1821 г.